# Adly Mansur
Adly Mansur (em Árabe عدلي منصور; nascido 23 dezembro de 1945) é um jurista egípcio que é atualmente o chefe do Supremo Tribunal Constitucional e serviu como presidente Interino do Egito entre 3 de julho de 2013 a 8 de junho de 2014. Mansur foi declarado presidente Interino após os protestos em massa que tiraram do poder o presidente islamita Mohamed Morsi.

## Presidente do Egito
Em 3 de julho de 2013, Mansur foi nomeado presidente do Egito, após a expulsão de Mohamed Morsi durante o Golpe de Estado no Egito em 2013. Sua nomeação foi anunciada na televisão pelo ministro da Defesa, Abdul Fatah Khalil Al-Sisi.